# 上海公共租界工部局

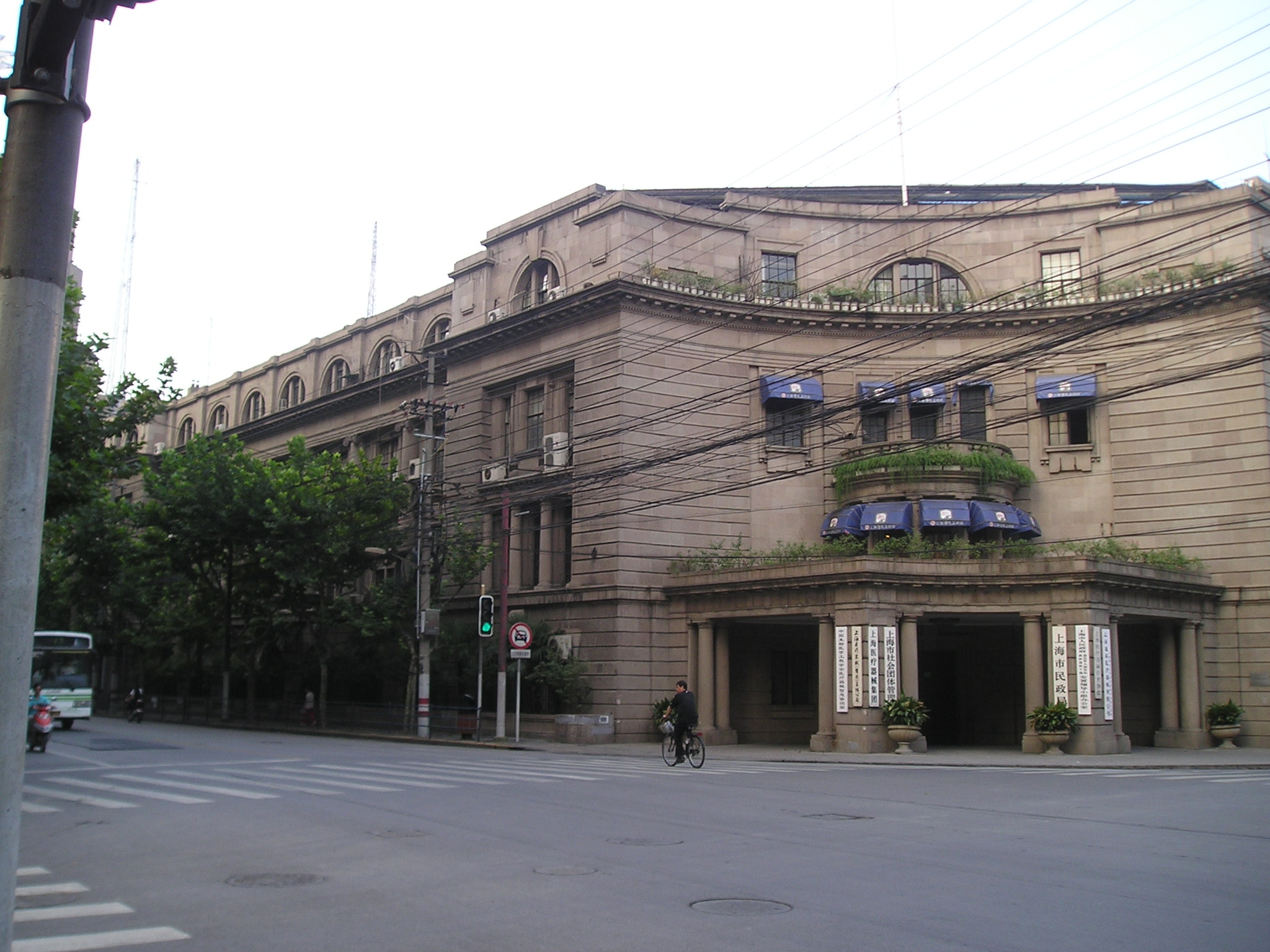
昔日的工部局大厦正门，2006年

上海公共租界工部局（英語：Shanghai Municipal Council，缩写：SMC）是上海公共租界内的最高行政当局。1854年7月11日，依据新修订后的《上海土地章程》（英語：The Code for Municipal and Land Regulations），由上海租地人会选举产生首届工部局。1943年汪精卫政府接收上海公共租界后停止运作。

## 历史
1853年9月7日，小刀会攻占上海县城，滿清政府失去对外侨居留地的控制。1854年7月11日，上海公共租界组成自治的行政机构工部局，开始形成自己的警察、法庭、监狱等一套类似于政府的体系，进行市政建设、治安管理、征收赋税等行政管理活动。其后开辟的租界，都仿照上海公共租界的制度。工部局在实质上担任了上海公共租界市政府的角色。
1943年，汪精卫政府接收上海公共租界，上海公共租界工部局宣告结束。

## 结构

### 董事会
在规模最大的上海公共租界，工部局由董事会领导，1870年以后一般有9名董事。董事為無給職。董事互选产生总董。
英国人始终占据工部局董事会大多数席位，美国人通常占据1－2个席位。1873年－1914年，通常为德国人保留一个席位；1915年以后，这个席位转给了日本人。1928年，3名华董（贝淞荪、袁履登、赵晋卿）经选举首次进入董事会；1930年，又增至5名。虞洽卿、刘鸿生后来曾当选华董。
1924年，美国人首次出任工部局总董。
工部局还设有许多的专门委员会，作为董事会的咨议机构：
- 警备委员会（Watch Committee）
- 工务委员会（Works Committee）
- 财务委员会（Finance Committee）
- 卫生委员会（Health Committee）
- 銓叙委员会（Staff Committee）
- 公用委员会（Public Utilities Committee）
- 音乐委员会（Orchestra and Band Committee）
- 交通委员会（Traffic Committee）
- 学务委员会（Education Committee）
- 图书委员会（Library Committee）
- 房屋估价委员会（Rate Assessment Committee）

### 执行机构
- 总董：多由英国人、美国人担任，最后由日本人担任。首任是爱德华·库宁南（1852年5月25日－1853年7月21日），末任是冈崎胜男（1942年1月5日－1943年8月1日）。
- 总办处
- 警务处：1930年有雇员4879人，管辖14个巡捕房和侦探队。
- 火政處
- 捐务处
- 卫生处
- 工务处
- 學務處
- 财务处
- 公共图书馆
- 乐队
- 华文处

### 所在地
1914年初，上海公共租界工部局兴建新楼，1922年11月16日竣工，占据江西路、福州路、汉口路和河南路4条马路之间的区域12亩地。该楼1945年－1955年成为上海市政府所在地。

## 标志
工部局徽章于1868年设计，1869年4月啟用。徽章设计者是工程师奥利弗。
徽章呈圆形，外圈文字为“上海市政府”（英語：Shanghai Municipality，亦有版本为），内圈为拉丁文格言“合众为一”（拉丁語：Omnia Juncta In Uno），圈内空白处为汉字“工部局”。徽章中間Y型交叉上繪製有12個國家當時使用的國旗或民用旗樣式，左上方為  英国、 美国、 法兰西、 普鲁士，右上方为  俄罗斯、 丹麦、 意大利、 葡萄牙，下方為  荷蘭、 西班牙、 奥匈帝国、 瑞典-挪威。徽章中的旗帜未包含租界的全部签约国，如  比利时等。
工部局旗帜为白底长方形，对角线交叉为红色X字，中心绘制有工部局徽章。
工部局标志投入使用以来，旗帜出现在其中的各签约国部分经历了政权变更，签约国的数量也在随时增减，但工部局的徽章、旗帜基本从未作出改动，仅在一战后直接移除了代表德意志帝国的原普鲁士旗帜。
- 普魯士王國：1871年， 德意志帝國成立；工部局标志中的普鲁士旗帜未作改动。一战后，德意志帝国灭亡，其在華租界权益交予  日本。然而工部局标志中仅将原普魯士國旗塗白。
- 俄罗斯帝国：1918年， 蘇俄正式建立；1922年  苏联成立。1924年，北洋政府承認蘇聯，同年苏联放棄一切租界特權。同时，租界內俄方代表仍為流亡白俄殘部所把持。工部局标志中的帝俄旗帜未作改动。
- 葡萄牙王國：1910年，葡萄牙王室倒台， 葡萄牙第一共和國建立。工部局标志中的葡萄牙王国旗帜未作改动。
- 瑞典挪威聯合王國：1905年，瑞典-挪威聯盟解體， 瑞典與  挪威各自獨立，在華租界權益由瑞典繼承。工部局标志中的瑞典-挪威联盟旗帜未作改动。
- 奥匈帝国：奥匈帝国并无奥地利、匈牙利共同的国旗，工部局标志中采用了传统上具有代表性的  奥地利红白旗帜。一战后，奧匈帝國解體， 奥地利共和国放棄租界權益。工部局标志中的原奥地利旗帜未作改动。
- 西班牙王国：工部局标志中采用了传统上具有代表性的红黄两色民船旗，而非带有国徽的正式版本。
- 義大利王國：工部局标志中采用了不带有王冠的民用旗，而非带有王冠的正式版本。

## 外部連結
- 上海工部局（淞滬會戰）服務紀念章